# Gare de Pierrelaye
La gare de Pierrelaye est une gare ferroviaire française de la ligne de Saint-Denis à Dieppe, établie dans la plaine de Méry-Pierrelaye, à proximité de la chaussée Jules César. Elle est située sur la commune de Pierrelaye, au sud de l'agglomération, dans le département du Val-d'Oise, en région Île-de-France, à 23,8 km de la gare de Paris-Nord.
C'est une gare de la Société nationale des chemins de fer français (SNCF), desservie par les trains du réseau Transilien Paris-Nord (ligne H) et ceux de la ligne C du RER. Elle se trouve à l'origine de la ligne de Pierrelaye à Creil.

## Situation ferroviaire

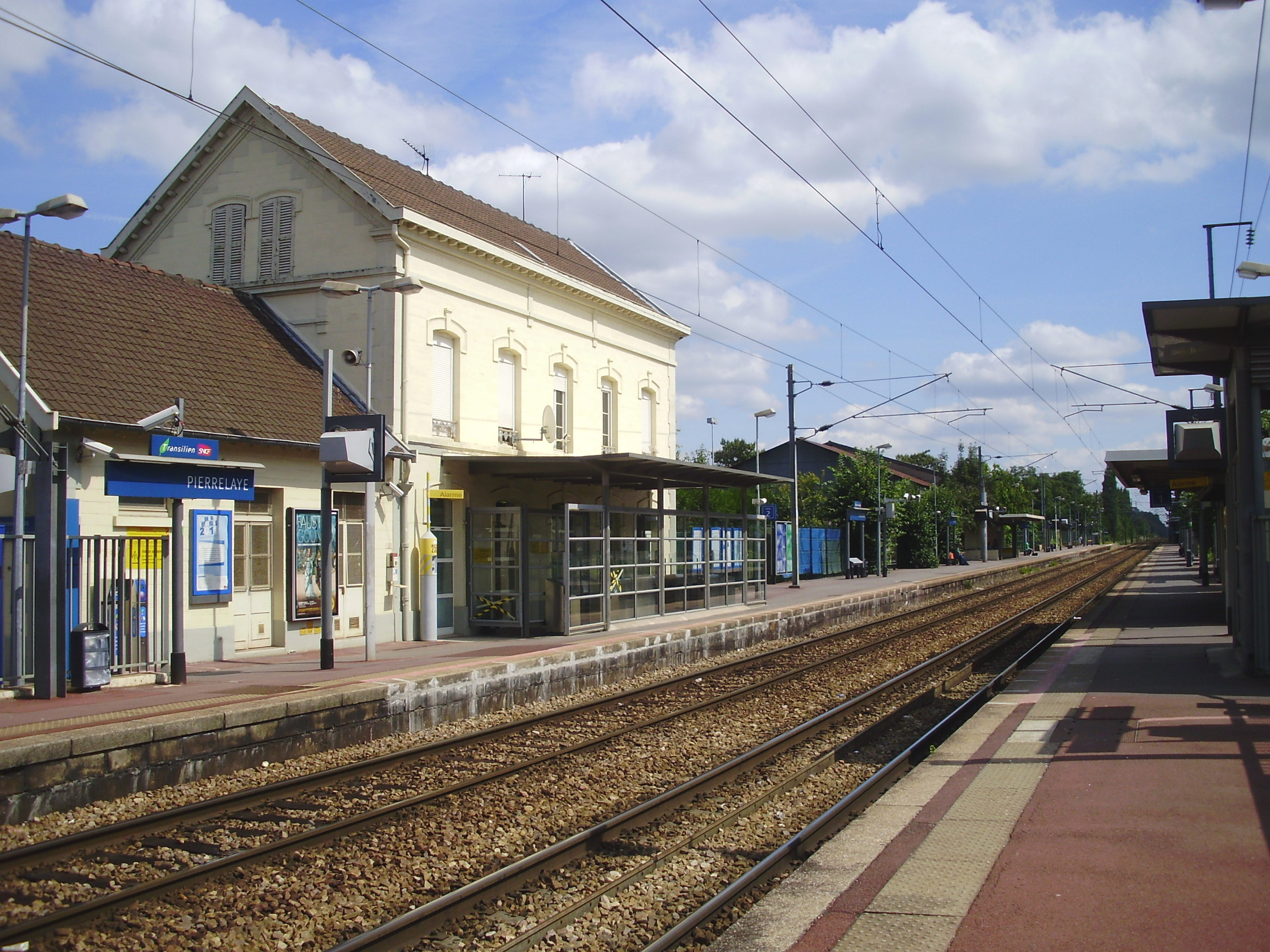
Quais, voies et bâtiment voyageurs vus depuis le quai pour Pontoise, en regardant vers Paris.

La gare de Pierrelaye est située au point kilométrique (PK) 23,810 de la ligne de Saint-Denis à Dieppe, ancien tronçon de la ligne de Paris-Nord à Lille avant l'ouverture du tronçon plus direct de Saint-Denis à Creil en 1859. Elle se situe après la gare de Montigny - Beauchamp et précède la gare de Saint-Ouen-l'Aumône-Liesse.
La ligne de Pierrelaye à Creil se débranche de la ligne de Saint-Denis à Dieppe après la gare de Saint-Ouen-l'Aumône-Liesse.

## Fréquentation
De 2015 à 2023, selon les estimations de la SNCF, la fréquentation annuelle de la gare s'élève aux nombres indiqués dans le tableau ci-dessous.
| Année     | 2015      | 2016      | 2017      | 2018      | 2019      | 2020    | 2021      | 2022      | 2023      |
| --------- | --------- | --------- | --------- | --------- | --------- | ------- | --------- | --------- | --------- |
| Voyageurs | 1 207 581 | 1 243 565 | 1 276 008 | 1 304 587 | 1 309 897 | 716 458 | 1 302 897 | 1 263 736 | 1 288 628 |

## Service des voyageurs

### Accueil
La gare dispose d'un guichet Transilien ouvert tous les jours de 7 h à 12 h 30 et de 13 h 30 à 19 h 30. Il est adapté pour les personnes handicapées, et dispose de boucles magnétiques pour personnes malentendantes. Des distributeurs automatiques Transilien sont disponibles. Les quais sont munies de bandes de vigilance. Un parc de stationnement est utilisable.

### Desserte

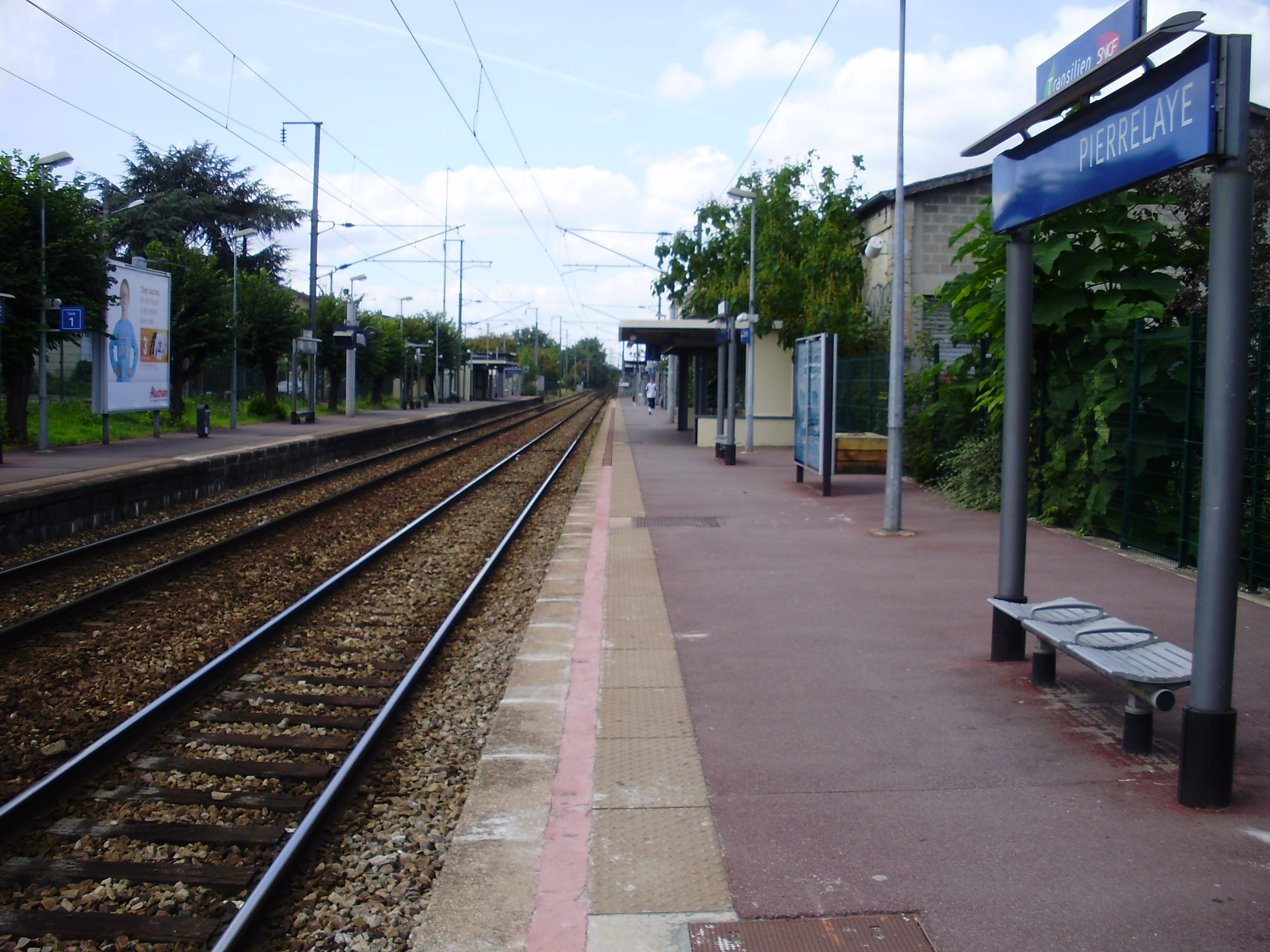
Quais et voies vus depuis le milieu du quai pour Paris, en regardant vers Pontoise.

Pierrelaye est desservie par les trains du réseau Transilien Paris-Nord (ligne H), à raison d'un train toutes les 30 min aux heures creuses, et d'un train toutes les 15 min aux heures de pointe. Les trains sont généralement omnibus de Paris-Nord à Pontoise.
La gare est également desservie par les trains de la ligne C du RER, ayant pour origine ou terminus la gare de Pontoise, à raison d'un train toutes les 30 min aux heures creuses, et d'un train toutes les 15 min aux heures de pointe.
Le temps de trajet est, selon les trains, de 33 à 37 minutes depuis Paris-Nord.

### Intermodalité
La gare est desservie par les lignes 30-28 et 95-19 du réseau de bus Val Parisis et, la nuit, par la ligne N150 du réseau Noctilien.

## Patrimoine ferroviaire
Le bâtiment voyageurs (B.V.), construit par la Compagnie des chemins de fer du Nord, est utilisé pour l’accueil des voyageurs. Il s'agit d'un bâtiment à étage de cinq travées sous un toit à deux pentes, avec une aile de service, ajoutée ultérieurement. Identique à celui de la gare de Montataire, ce bâtiment à la façade en pierre de taille ne correspond pas aux types de B.V. standards des Chemins de fer du Nord[réf. nécessaire].
Des cartes postales d'époque montrent que le bâtiment était initialement dépourvu d'aile latérale. Comme à Montataire, le pignon de gauche est percé de deux fenêtres éclairant les combles tandis que celui de droite n'en possède qu'une. La façade a perdu les inscriptions en carreaux de céramique qui indiquaient le nom de la gare ainsi que la mention Chemin de fer du Nord [sic].